# フィールディング・バイブル・アワード
フィールディング・バイブル・アワードまたはフィールディング・バイブル賞（英: Fielding Bible Award, 略称はFB）は、MLBの守備表彰の一つ。2006年に創設された。

## 概要
この賞は、同じく守備表彰の一つであるゴールドグラブ賞（1957年より公式表彰として創設）とは以下の点で異なる。
- 選考者は、セイバーメトリクスの専門家を中心に構成される（ゴールドグラブ賞は球団監督による投票で選出される）。
- 全チームから守備位置ごとに各一名が受賞する（ゴールドグラブ賞は両リーグでそれぞれ選出される）。
- 外野手は、左翼手・中堅手・右翼手でそれぞれ選出される（2010年までゴールドグラブ賞は外野手をそれぞれ区別せず選出していた）。
- 同一選手が同一シーズンに複数のポジションで受賞可能（例：2019年のコディ・ベリンジャー）。
- 2020年シーズンより、NPBとKBOの表彰も開始した。[1]

このため、必ずしもゴールドグラブ賞と受賞者が一致するわけではない。

### 選出方法
1つのポジションに対し、17名の選考者各々が、順位をつけて10名の選手を選出する。1位の選手には10点、2位には9点、と点数が与えられ、その点数の17名での総計が最も高い選手に対して賞が贈られる。最高で170点が与えられることになる。同点の選手が複数出た場合には、3名のタイブレーカーによる同様の投票によって決定される。
2020年シーズンは試合数が縮小したことで投票基準を調整し、60点が満票となった。

### 選考者
2021年10月現在の選考者は以下の17名義（2012年までは10名義、2020年までは12名義）
| - ビル・ジェームズ （2006 - ） - ジョン・デュワン （2006 - ） - Hal Richman （2006 - ） - BIS （Baseball Info Solutions） Video Scouts （2006 - ） - Dan Casey （2008 - 2013年、2021年 - ） - ピーター・ギャモンズ（2009 - ） - Mark Simon （2012 - ） - ジョー・シーハン （2014年 - ） - Travis Sawchik （2014年 - ） | - クリス・シングルトン（2018年 - ） - クリスティーナ・カール（2019年 - ） - Emma Baccellieri（2021年 - ） - Chris Dial（2021年 - ） - Zach Kram（2021年 - ） - Moses Massena（2021年 - ） - エドゥアルド・ペレス（2021年 - ） - Meg Rowley（2021年 - ） |

#### 過去の選考者
出典
| - Nate Birtwell （2006） - マイク・マーフィー （2006 - 2008年） - Joel Kammeyer （2007） - Mat Olkin （2006 - 2010年） - ロブ・ネイヤー （2006 - 2020年） - Todd Radcliff （2009 - 2011年） - ジョー・ポスナンスキ （2006 - 2013年） | - ダグ・グランビル （2011 - 2016年） - デイブ・キャメロン （2013 - 2016年） - ブライアン・ケニー （2013 - 2017年） - トム・タンゴによるウェブサイト 上での投票結果 （2006 - 2017年） - Vince Gennaro（2018年） - Ben Lindbergh（2014 - 2020年） |

## 受賞者一覧
※背景緑色は、その年にゴールドグラブ賞と同時獲得した選手

※球団略称後の数字は、2度目以降の受賞回数

### 投手・捕手
| 年度 | 投手                                | 捕手                             |
| ---- | ----------------------------------- | -------------------------------- |
| 2006 | グレッグ・マダックス（CHC、LAD）    | イバン・ロドリゲス（DET）        |
| 2007 | ヨハン・サンタナ（MIN）             | ヤディアー・モリーナ（STL）      |
| 2008 | ケニー・ロジャース （DET）          | ヤディアー・モリーナ（STL）（2） |
| 2009 | マーク・バーリー（CWS）             | ヤディアー・モリーナ（STL）（3） |
| 2010 | マーク・バーリー（CWS）（2）        | ヤディアー・モリーナ（STL）（4） |
| 2011 | マーク・バーリー（CWS）（3）        | マット・ウィータース（BAL）      |
| 2012 | マーク・バーリー（MIA）（4）        | ヤディアー・モリーナ（STL）（5） |
| 2013 | R.A.ディッキー（TOR）               | ヤディアー・モリーナ（STL）（6） |
| 2014 | ダラス・カイケル（HOU）             | ジョナサン・ルクロイ（MIL）      |
| 2015 | ダラス・カイケル（HOU）（2）        | バスター・ポージー（SF）         |
| 2016 | ダラス・カイケル（HOU）（3）        | バスター・ポージー（SF）（2）    |
| 2017 | ダラス・カイケル（HOU）（4）        | マーティン・マルドナード（LAA）  |
| 2018 | ザック・グレインキー（ARI）         | ジェフ・マシス（ARI）            |
| 2019 | ザック・グレインキー（ARI/HOU） (2) | ロベルト・ペレス（CLE）          |
| 2020 | マックス・フリード（ATL）           | ロベルト・ペレス（CLE）(2)       |
| 2021 | ダラス・カイケル（CWS）(5)          | ジェイコブ・スタリングス（PIT）  |
| 2022 | レンジャー・スアレス（PHI）         | ホセ・トレビーノ(NYY)            |

### 内野手
| 年度 | 一塁手                                 | 二塁手                             | 三塁手                             | 遊撃手                               |
| ---- | -------------------------------------- | ---------------------------------- | ---------------------------------- | ------------------------------------ |
| 2006 | アルバート・プホルス（STL）            | オーランド・ハドソン（ARI）        | エイドリアン・ベルトレ（SEA）      | アダム・エバレット（HOU）            |
| 2007 | アルバート・プホルス（STL）（2）       | アーロン・ヒル（TOR）              | ペドロ・フェリス（SF）             | トロイ・トゥロウィツキー（COL）      |
| 2008 | アルバート・プホルス（STL）（3）       | ブランドン・フィリップス（CIN）    | エイドリアン・ベルトレ（SEA）（2） | ジミー・ロリンズ（PHI）              |
| 2009 | アルバート・プホルス（STL）（4）       | アーロン・ヒル（TOR）（2）         | ライアン・ジマーマン（WSH）        | ジャック・ウィルソン（PIT、SEA）     |
| 2010 | ダリック・バートン（OAK）              | チェイス・アトリー（PHI）          | エバン・ロンゴリア（TB）           | トロイ・トゥロウィツキー（COL）（2） |
| 2011 | アルバート・プホルス（STL）（5）       | ダスティン・ペドロイア（BOS）      | エイドリアン・ベルトレ（TEX）（3） | トロイ・トゥロウィツキー（COL）（3） |
| 2012 | マーク・テシェイラ（NYY）              | ダーウィン・バーニー（CHC）        | エイドリアン・ベルトレ（TEX）（4） | ブレンダン・ライアン（SEA）          |
| 2013 | ポール・ゴールドシュミット（ARI）      | ダスティン・ペドロイア（BOS）（2） | マニー・マチャド（BAL）            | アンドレルトン・シモンズ（ATL）      |
| 2014 | エイドリアン・ゴンザレス（LAD）        | ダスティン・ペドロイア（BOS）（3） | ジョシュ・ドナルドソン（OAK）      | アンドレルトン・シモンズ（ATL）（2） |
| 2015 | ポール・ゴールドシュミット（ARI）（2） | イアン・キンズラー（DET）          | ノーラン・アレナド（COL）          | アンドレルトン・シモンズ（ATL）（3） |
| 2016 | アンソニー・リゾ（CHC）                | ダスティン・ペドロイア（BOS）（4） | ノーラン・アレナド（COL）（2）     | アンドレルトン・シモンズ（LAA）（4） |
| 2017 | ポール・ゴールドシュミット（ARI）(3)   | DJ・ルメイユ (COL)                 | ノーラン・アレナド（COL）（3）     | アンドレルトン・シモンズ（LAA）（5） |
| 2018 | マット・オルソン（OAK）                | コルテン・ウォン (STL)             | マット・チャップマン （OAK）       | アンドレルトン・シモンズ（LAA）（6） |
| 2019 | マット・オルソン（OAK）(2)             | コルテン・ウォン（STL）(2)         | マット・チャップマン（OAK）(2)     | ニック・アーメド（ARI）              |
| 2020 | マット・オルソン（OAK）(3)             | コルテン・ウォン（STL）(3)         | ノーラン・アレナド（COL）(4)       | ハビアー・バエズ（CHC）(4)           |
| 2021 | ポール・ゴールドシュミット（STL）(4)   | ウィット・メリフィールド（KC）     | ケブライアン・ヘイズ（PIT）        | カルロス・コレア（HOU）              |
| 2022 | クリスチャン・ウォーカー（ARI）        | ブレンダン・ロジャース（COL）      | ノーラン・アレナド（STL）(5)       | ホルヘ・マテオ（BAL）                |

### 外野手
| 年度 | 左翼手                           | 中堅手                                 | 右翼手                             |
| ---- | -------------------------------- | -------------------------------------- | ---------------------------------- |
| 2006 | カール・クロフォード（TB）       | カルロス・ベルトラン（NYM）            | イチロー（SEA）                    |
| 2007 | エリック・バーンズ（ARI）        | アンドリュー・ジョーンズ（ATL）        | アレックス・リオス（TOR）          |
| 2008 | カール・クロフォード（TB）（2）  | カルロス・ベルトラン（NYM）（2）       | フランクリン・グティエレス（CLE）  |
| 2009 | カール・クロフォード（TB）（3）  | フランクリン・グティエレス（SEA）（2） | イチロー（SEA）（2）               |
| 2010 | ブレット・ガードナー（NYY）      | マイケル・ボーン（HOU）                | イチロー（SEA）（3）               |
| 2011 | ブレット・ガードナー（NYY）（2） | オースティン・ジャクソン（DET）        | ジャスティン・アップトン（ARI）    |
| 2012 | アレックス・ゴードン（KC）       | マイク・トラウト（LAA）                | ジェイソン・ヘイワード（ATL）      |
| 2013 | アレックス・ゴードン（KC）（2）  | カルロス・ゴメス（MIL）                | ジェラルド・パーラ（ARI）          |
| 2014 | アレックス・ゴードン（KC）（3）  | フアン・ラガーレス（NYM）              | ジェイソン・ヘイワード（ATL）（2） |
| 2015 | スターリング・マルテ（PIT）      | ケビン・キアマイアー（TB）             | ジェイソン・ヘイワード（STL）（3） |
| 2016 | スターリング・マルテ（PIT）（2） | ケビン・ピラー（TOR）                  | ムーキー・ベッツ（BOS）            |
| 2017 | ブレット・ガードナー（NYY）（3） | バイロン・バクストン（MIN）            | ムーキー・ベッツ（BOS)（2）        |
| 2018 | アレックス・ゴードン（KC）（4）  | ロレンゾ・ケイン（MIL）                | ムーキー・ベッツ（BOS)（3）        |
| 2019 | デビッド・ペラルタ（ARI）        | ロレンゾ・ケイン（MIL）(2)             | コディ・ベリンジャー（LAD）        |
| 2020 | タイラー・オニール（STL）        | ケビン・キアマイアー（TB）(2)          | ムーキー・ベッツ（LAD）(4)         |
| 2021 | タイラー・オニール（STL）(2)     | マイケル・A・テイラー（KC）            | アーロン・ジャッジ（NYY）          |
| 2022 | スティーブン・クワン（CLE）      | マイルズ・ストロー（CLE）              | ムーキー・ベッツ（LAD）(5)         |

### マルチポジション
※2014年より制定された部門で、複数ポジションを守った選手（いわゆるユーティリティープレイヤー）から1人選ばれる。受賞する資格を得るには、全ポジション合計で少なくとも600イニングをプレイし、全ポジション合計イニングのうち70%以上を占めているポジションが無いこと。
| 年度 | マルチポジション                 |
| ---- | -------------------------------- |
| 2014 | ロレンゾ・ケイン（KC）           |
| 2015 | エンダー・インシアーテ（ARI）    |
| 2016 | ハビアー・バエズ（CHC）          |
| 2017 | ハビアー・バエズ (CHC)（2）      |
| 2018 | ハビアー・バエズ (CHC)（3）      |
| 2019 | コディ・ベリンジャー（LAD）      |
| 2020 | エンリケ・ヘルナンデス（LAD）    |
| 2021 | エンリケ・ヘルナンデス（BOS）(2) |
| 2022 | トミー・エドマン（STL）          |

## 記録
2021年シーズン終了時点

### ポジション別受賞者記録
| ポジション       | 最多受賞者                                                 | 回 | 最多連続受賞者                    | 回 | GG賞最多同時受賞者                | 回 | GG賞同時最多連続受賞者                            | 回 |
| ---------------- | ---------------------------------------------------------- | -- | --------------------------------- | -- | --------------------------------- | -- | ------------------------------------------------- | -- |
| 一塁手           | アルバート・プホルス                                       | 5  | アルバート・プホルス              | 4  | ポール・ゴールドシュミット        | 4  | マット・オルソン                                  | 2  |
| 二塁手           | ダスティン・ペドロイア                                     | 4  | コルテン・ウォン                  | 3  | ダスティン・ペドロイア            | 3  | ダスティン・ペドロイア コルテン・ウォン           | 2  |
| 三塁手           | ノーラン・アレナド                                         | 5  | ノーラン・アレナド                | 3  | ノーラン・アレナド                | 5  | ノーラン・アレナド                                | 3  |
| 遊撃手           | アンドレルトン・シモンズ                                   | 6  | アンドレルトン・シモンズ          | 6  | アンドレルトン・シモンズ          | 4  | トロイ・トゥロウィツキー アンドレルトン・シモンズ | 2  |
| 左翼手           | アレックス・ゴードン                                       | 4  | アレックス・ゴードン              | 3  | アレックス・ゴードン              | 4  | アレックス・ゴードン                              | 3  |
| 中堅手           | カルロス・ベルトラン ロレンゾ・ケイン ケビン・キアマイアー | 2  | ロレンゾ・ケイン                  | 2  | カルロス・ベルトラン              | 2  | -                                                 |    |
| 右翼手           | ムーキー・ベッツ                                           | 5  | ムーキー・ベッツ                  | 3  | ムーキー・ベッツ                  | 5  | ムーキー・ベッツ                                  | 3  |
| 捕手             | ヤディアー・モリーナ                                       | 6  | ヤディアー・モリーナ              | 4  | ヤディアー・モリーナ              | 5  | ヤディアー・モリーナ                              | 3  |
| 投手             | ダラス・カイケル                                           | 5  | ダラス・カイケル マーク・バーリー | 4  | マーク・バーリー ダラス・カイケル | 4  | マーク・バーリー                                  | 4  |
| マルチポジション | ハビアー・バエズ                                           | 3  | ハビアー・バエズ                  | 3  | コディ・ベリンジャー              | 1  | -                                                 |    |

### 通算受賞回数
- 6回：
  - ヤディアー・モリーナ（2007 - 2010年、2012 - 2013年）
  - アンドレルトン・シモンズ（2013 - 2018年）
- 5回：
  - アルバート・プホルス（2006 - 2009年、2011年）
  - ダラス・カイケル（2014 - 2017年、2021年）
  - ノーラン・アレナド（2015 - 2017年、2020年・2022年）
  - ムーキー・ベッツ（2016 - 2018年、2020年・2022年）
- 4回：
  - マーク・バーリー（2009年 - 2012年）
  - エイドリアン・ベルトレ（2006年、2008年、2011 - 2012年）
  - ダスティン・ペドロイア（2011年、2013 - 2014年、2016年）
  - アレックス・ゴードン（2012 - 2014年、2018年）
  - ポール・ゴールドシュミット（2013年、2015年、2017年、2021年）
  - ハビアー・バエズ（2016 - 2018年、2020年）
- 3回：
  - カール・クロフォード（2006年、2008 - 2009年）
  - イチロー（2006年、2009 - 2010年）
  - トロイ・トゥロウィツキー（2007年、2010 - 2011年）
  - ジェイソン・ヘイワード（2012年、2014 - 2015年）
  - ブレット・ガードナー（2010年 - 2011年、2017年）
  - コルテン・ウォン（2018 - 2020年）

### 連続受賞年数
- 6年：
  - アンドレルトン・シモンズ（2013 - 2018年）
- 4年：
  - アルバート・プホルス（2006 - 2009年）
  - ヤディアー・モリーナ（2007 - 2010年）
  - マーク・バーリー（2009 - 2012年）
  - ダラス・カイケル（2014 - 2017年）
- 3年：
  - アレックス・ゴードン（2012 - 2014年）
  - ノーラン・アレナド（2015 - 2017年）
  - ムーキー・ベッツ（2016 - 2018年）
  - ハビアー・バエズ（2016 - 2018年）
  - マット・オルソン（2018 - 2020年）
  - コルテン・ウォン（2018 - 2020年）
- 2年：
  - カール・クロフォード（2008 - 2009年）
  - イチロー（2009 - 2010年）
  - ブレット・ガードナー（2010 - 2011年）
  - トロイ・トゥロウィツキー（2010 - 2011年）
  - エイドリアン・ベルトレ（2011 - 2012年）
  - ヤディアー・モリーナ（2012 - 2013年）
  - ダスティン・ペドロイア（2013 - 2014年）
  - ジェイソン・ヘイワード（2014 - 2015年）
  - スターリング・マルテ（2015 - 2016年）
  - マット・チャップマン（2018 - 2019年）
  - ロレンゾ・ケイン（2018 - 2019年）
  - ロベルト・ペレス（2019 - 2020年）
  - タイラー・オニール（2020 - 2021年）
  - エンリケ・ヘルナンデス（2020 - 2021年）

### 通算受賞回数（ゴールドグラブ賞と同時受賞）
- 5回：
  - ヤディアー・モリーナ（2008 - 2010年、2012 - 2013年）
  - ムーキー・ベッツ（2016 - 2018年、2020年・2022年）
  - ノーラン・アレナド（2015 - 2017年、2020年・2022年）
- 4回：
  - マーク・バーリー（2009 - 2012年）
  - アレックス・ゴードン（2012 - 2014年、2018年）
  - アンドレルトン・シモンズ（2013 - 2014年、2017 - 2018年）
- 3回：
  - イチロー（2006年、2009 - 2010年）
  - エイドリアン・ベルトレ（2008年、2011 - 2012年）
  - ダスティン・ペドロイア（2011年、2013 - 2014年）
  - ジェイソン・ヘイワード（2012年、2014 - 2015年）
  - ポール・ゴールドシュミット（2013年、2015年、2017年）
  - ダラス・カイケル（2014 - 2016年）
- 2回：
  - カルロス・ベルトラン（2006年、2008年）
  - トロイ・トゥロウィツキー（2010 - 2011年）
  - スターリング・マルテ（2015 - 2016年）
  - ザック・グレインキー（2018 - 2019年）
  - マット・オルソン（2018 - 2019年）
  - マット・チャップマン（2018 - 2019年）
  - ロベルト・ペレス（2019 - 2020年）
  - コルテン・ウォン（2019 - 2020年）
  - タイラー・オニール（2020 - 2021年）

### 連続受賞年数（ゴールドグラブ賞と同時受賞）
- 4年：
  - マーク・バーリー（2009 - 2012年）
- 3年：
  - ヤディアー・モリーナ（2008 - 2010年）
  - アレックス・ゴードン（2012 - 2014年）
  - ダラス・カイケル（2014 - 2016年）
  - ノーラン・アレナド（2015 - 2017年）
  - ムーキー・ベッツ（2016 - 2018年）
- 2年：
  - エイドリアン・ベルトレ（2011 - 2012年）
  - イチロー（2009 - 2010年）
  - トロイ・トゥロウィツキー（2010 - 2011年）
  - ヤディアー・モリーナ（2012 - 2013年）
  - ダスティン・ペドロイア（2013 - 2014年）
  - アンドレルトン・シモンズ（2013 - 2014年、2017 - 2018年）
  - ジェイソン・ヘイワード（2014 - 2015年）
  - スターリング・マルテ（2015 - 2016年）
  - ザック・グレインキー（2018 - 2019年）
  - マット・オルソン（2018 - 2019年）
  - マット・チャップマン（2018 - 2019年）
  - ロベルト・ペレス（2019 - 2020年）
  - コルテン・ウォン（2019 - 2020年）
  - タイラー・オニール（2020 - 2021年）

### その他
- 1位票満票最多受賞者
  - アンドレルトン・シモンズ：3回（2013 - 2015年）
  - ムーキー・ベッツ：3回（2017 - 2018年、2020年）
- 1位票満票での選出[8]：
  - ヤディアー・モリーナ（2010年、2012年）
  - マーク・バーリー（2012年）
  - アレックス・ゴードン（2012年、2014年）
  - マニー・マチャド（2013年）
  - アンドレルトン・シモンズ（2013 - 2015年）
  - ジェイソン・ヘイワード（2014年 - 2015年）
  - ケビン・キアマイアー（2015年）
  - バスター・ポージー（2016年）
  - ムーキー・ベッツ（2017 - 2018年、2020年）
  - マット・オルソン（2019年）
  - コルテン・ウォン（2019年）
  - ノーラン・アレナド（2020年）
  - スティーブン・クワン(2022年)
- 複数ポジションでの受賞者：
  - フランクリン・グティエレス（2008 - 2009年）※2008年は右翼手、2009年は中堅手として受賞
  - ハビアー・バエズ（2016 - 2018年、2020年）※2016 - 2018年はマルチポジション、2020年は遊撃手として受賞
- 複数ポジションでの同時受賞者：
  - コディ・ベリンジャー（2019年）※右翼手部門とマルチポジション部門との同時受賞、ゴールドグラブ賞も受賞
- シーズン受賞者最多輩出チーム：
  - シアトル・マリナーズ（2009年、3選手）